# Rottach-Egern
Rottach-Egern (tidligere Rottach) er en kommune i Landkreis Miesbach i Regierungsbezirk Oberbayern i den tyske delstat Bayern.

## Geografi
Rottach-Egern ligger i dalen omkring Tegernsee, og bydelen Egern i den vestlige delaf kommunen ligger ved sydbredden af Tegernsee. De tidligere adskilte landsbyer Rottach, Egern, Gasse, Schorn, Sonnenmoos, Staudach, Weißach og Wolfsgrub er vokset sammen til et . Derudover ligger i kommunen landsbyerne Berg, Ellmau, Hagrain, Haslau, Kalkofen, Oberach, Sutten og Trinis, samt bebyggelserne Brandstatt, Enterrottach, Erlach, Kühzagl, Unterwallberg og Gutfeld.
Kommuneforvaltningen ligger i Rottach. Sognekirken St. Laurentius ligger i Egern.

### Nabokommuner
- Bad Wiessee
- Gmund am Tegernsee
- Kreuth
- Tegernsee

## Turisme
Rottach-Egern er det største turiststed i Landkreis Miesbach. Tegernsee og de omliggende Mangfallgebirge gør byen til et meget brugt feriemål , og det 1.723 m høje Wallberg, er et center for paragliding.